# Prezentyzm
Prezentyzm (analiza historyczna) (z łac. praesens „obecny” i gr. ismos „wiedza”) – kierunek analizy historycznej polegający na ocenie zdarzeń, faktów, poglądów i ocen z przeszłości ze współczesnej perspektywy.
Nurtem, z którego wyrósł prezentyzm, jest pragmatyzm. Główni zwolennicy to Karl Mannheim, Benedetto Croce oraz tzw. kolumbijska szkoła w historiografii amerykańskiej. Głównymi oponentami byli marksiści. Zajmowali oni generalnie pozycje krytyczne wobec pragmatyzmu.

## Geneza pojęcia
Nazwa ta została nadana przez marksistów dwudziestowiecznej metodologii badań historycznych i historiografii rozpowszechnionej głównie w USA.
Hasło to po raz pierwszy pojawiło się w Słowniku Oksfordzkim w 1916 r., a funkcjonowało prawdopodobnie od wczesnych lat 70. XIX wieku. Historyk David Hackett Fischer uważa prezentyzm za sofizmat, znany także jako sofizmat nunc pro tunc. Przykładem takiego podejścia jest historiografia wigów. Otóż niektórzy XVIII- i XIX-wieczni brytyjscy historycy wigowscy spisywali historię w sposób, jaki współgrał z ich własnymi poglądami. Była to interpretacja prezentywna, ponieważ nie przedstawiała przeszłości obiektywnie, a w świetle ówczesnych poglądów politycznych wigów. Akcentując wpływ historii na teraźniejszość, kwestie, które nie wydawały się im istotne, owi historycy opisywali lakonicznie lub pomijali, fałszując tym samym obraz przeszłości. Wyrażenia „historia wigów” lub wigizm (ang. „whiggishness”) często traktowane są jako synonim prezentyzmu, zwłaszcza gdy ocenie przeszłości podlegają sprawy teologiczne czy tryumfalizm.

## Prezentyzm a sądy moralne
Prezentyzm powiązany jest zarówno z historią, jak i etyką. Historycy ortodoksyjne przykładanie dzisiejszej miary moralnej do przeszłości nazywają błędem prezentyzmu. Aby go uniknąć, niektórzy historycy ograniczają się do opisywania minionych zdarzeń i powstrzymują się od ferowania wyroków moralnych. Np. niektórzy uważają, że przy przedstawianiu czasów, gdy niewolnictwo było szeroko akceptowane, nie powinno używać się słów „nieprawidłowy” czy „zły” w stosunku do niewolnictwa, gdyż jest to przykład prezentyzmu.
Są też obrońcy prezentyzmu. Argumentują oni, że unikanie ocen moralnych jest w istocie relatywizmem moralnym. Niektórzy historycy, zwłaszcza związani z Kościołem, podkreślają, że moralność jest ponadczasowa, gdyż została ustanowiona przez Boga. Według nich przykładanie wartości ponadczasowych do zdarzeń przeszłych nie jest anachronizmem. Argumentują, że obyczaje mogą się zmieniać, ale moralność jest niezmienna.
Jeszcze inni uważają, że historycy, podobnie jak i inni ludzie, nie mogą być naprawdę obiektywni. W związku z tym w ich pracach zawsze znajdą się elementy osądu moralnego. David Hackett Fischer twierdzi, że historycy nie mogą unikać ocen, a nawet powinni je ferować. Niemniej jednak będąc świadomymi swych ludzkich ograniczeń powinni starać się opisywać historię bez wykrzywiania jej faktycznego obrazu.